# Centrum Handlowe Rywal

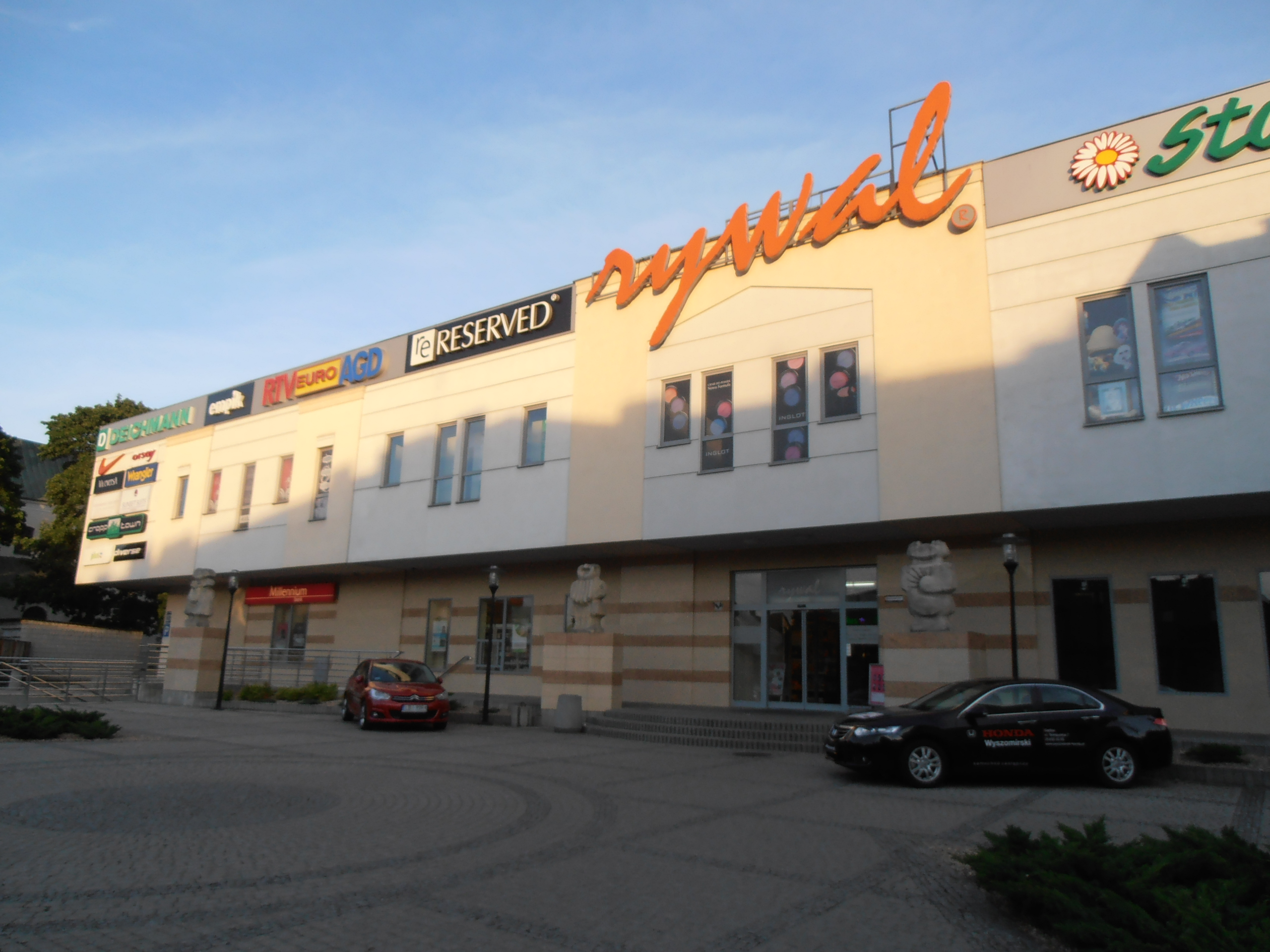
„Rywal” – starsza część domu handlowego

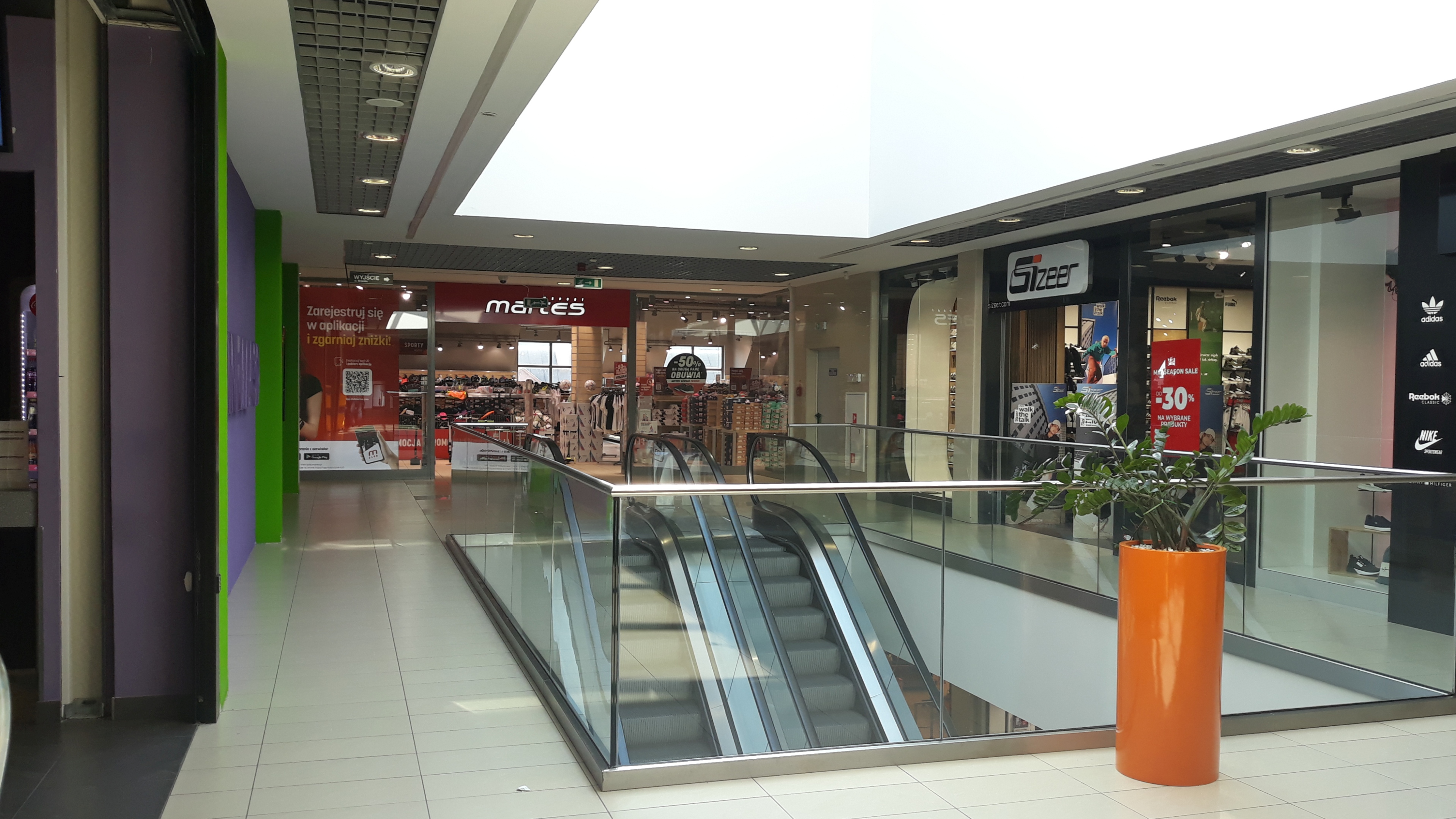
Wnętrze nowej części obiektu

Centrum Handlowe Rywal – centrum handlowe w Białej Podlaskiej.
Znajduje się w centrum miasta, przy ulicy Brzeskiej 27. Budynek – o łącznej powierzchni ponad 25 tys. m² – był budowany w trzech etapach, a planowana jest czwarta część, połączona z resztą nadziemnym przeszklonym łącznikiem. Klienci mają do dyspozycji podziemny parking na ok. 300 samochodów.

## Sklepy
Centrum Handlowe ma ok. 60 sklepów, w tym kino Multikino z czterema salami i 599 miejscami. Znajdują się tam następujące sklepy:

- 4F
- Apteka DOZ
- Bank Millennium
- * Biedronka
- Big Star
- Briju
- Carry
- CCC
- City Sport
- Deichmann
- Diverse
- Drogeria Natura
- Elegant
- Empik
- Esotiq
- Euronet

- Funk ’N’ Soul
- H&M
- Inmedio
- Lassar
- Wrangler Lee
- Martes Sport
- Marzej GSM
- mBank
- Neo

- NeoNail
- Olivia
- Pepco
- Perfumeria
- Perfumeria Asia
- PKO Bank Polski
- Play

- RTV EURO AGD
- Ryłko
- Sinsay
- Sunset Design
- Świat Zabawek
- Triumph
- Vision Express
- Vistula-Wólczanka
- YES
- Ziaja
- Złotnik